# وکلم
وکلم (به انگلیسی: Vekkalam) یک روستا در هند است که در Kannur district واقع شده‌است.

## خصوصیات
وکلم ۶٬۵۸۵ نفر جمعیت دارد.